# تشاد غريفين
تشاد غريفين (بالإنجليزية: Chad Griffin)‏ هو منتج أفلام أمريكي، ولد في 16 يوليو 1973 في هوب في الولايات المتحدة.

## وصلات خارجية
- تشاد غريفين على موقع IMDb (الإنجليزية)